# Mezinárodní letiště Kapské Město
Mezinárodní letiště Kapské Město (IATA: CPT, ICAO: FACT) se nachází 20 kilometrů východně od centra Kapského Města v Jihoafrické republice. Je druhým nejvytíženějším letištěm v Jihoafrické republice a třetím nejvytíženějším v celé Africe.
Na letiště vedou přímé linky z Johannesburgu a Durbanu, což jsou další dvě hlavní města JAR. Dále pak na letiště vedou linky z několika menších měst v JAR a na poli mezinárodní dopravy na letiště létají pravidelné lety z významných destinací Afriky, Evropy, Asie a Jižní Ameriky. Trasa mezi Kapským Městem a Johannesburgem byla pátou nejvytíženější trasou na světě v roce 2007, v tomtéž roce byla tato trasa nejvytíženější leteckou trasou v Africe a zároveň v tomtéž roce byla letecká trasa mezi Kapským Městem a Durbanem pátou nejvytíženější leteckou linkou v Africe.
V roce 2009 dostalo letiště ocenění Skytrax za nejlepší letiště Afriky. Terminály pro vnitrostátní a mezinárodní lety spojuje hlavní centrální terminál.

## Historie

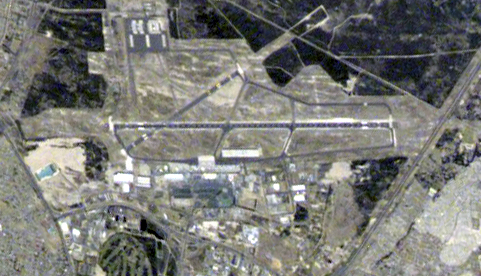
Satelitní snímek letiště.

Letiště bylo otevřeno v roce 1954, kdy nahradilo tehdy už nevyhovující letiště. Původně se letiště jmenovalo D. F. Malanovo po jihoafrickém premiérovi, kdy v té době letiště nabízelo dva mezinárodní lety: přímý let do Británie a let do Británie přes Johannesburg.
S pádem apartheidu na počátku roku 1990, bylo vlastnictví letiště převedeno ze státu na nově vzniklou společnost Airports Company South Africa, a letiště bylo přejmenováno na politicky neutrální název "Mezinárodní letiště Kapské Město".
První léta 21. století znamenalo pro letiště ohromný rozkvět, kdy jím prošlo 6,2 miliónu pasažérů mezi lety 2004–2005. Vrchol v počtu přepravených pasažérů nastal v letech 2007-2008, kdy letištěm prošlo 8,4 miliónu lidí. V následujícím období mezi lety 2008-2009 poklesl na 7,8 miliónu pasažérů.
Během příprav na Mistrovství světa ve fotbale 2010, bylo letiště značně rozšířeno a zmodernizováno. Rekonstrukce se především zaměřila na stavbu centrální odbavovací haly za 6 miliard dolarů, který oddělil vnitrostátní a mezinárodní lety. Budova byla otevřena v březnu 2010.

## Společnosti a destinace
V následující tabulce jsou jednotlivé společnosti, které provozují pravidelné linky na letiště v Kapském Městě.

Mezinárodní lety z Mezinárodního letiště Kapské Město.

Regionální a domácí lety z Mezinárodního letiště Kapské Město.

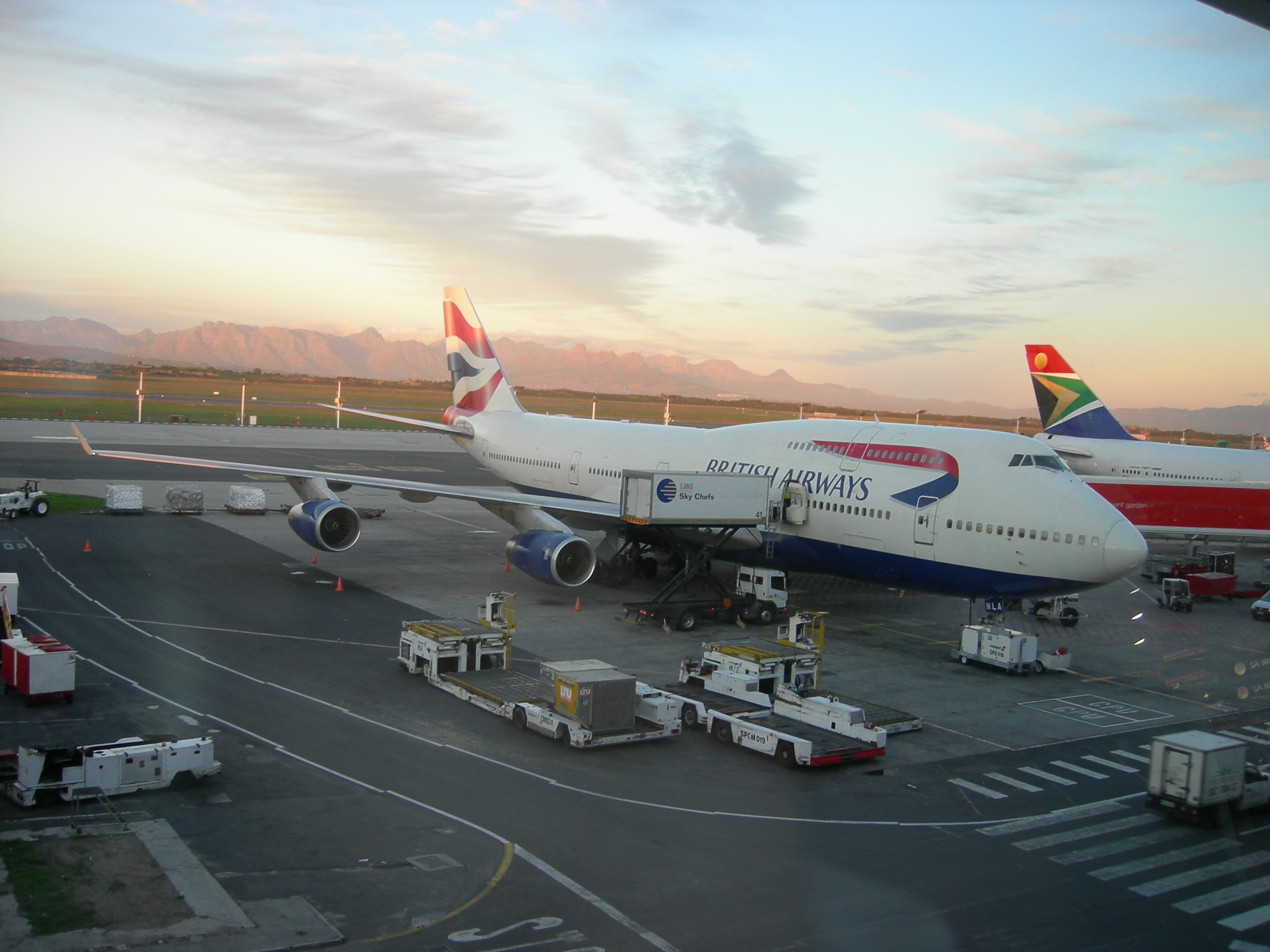
Boeing 747-400 společnosti British Airways u mezinárodního terminálu.

| Název společnosti                       | Destinace                                                | Typ          |
| --------------------------------------- | -------------------------------------------------------- | ------------ |
| 1Time                                   | Durban, Východní Londýn, Johannesburg, Port Elizabeth    | Vnitrostátní |
| Air France                              | Paříž-Letiště Charles de Gaulle (od listopadu 2011)      | Mezinárodní  |
| Air Mauritius                           | Mauricius                                                | Mezinárodní  |
| Air Namibia                             | Walvis Bay, Windhoek-Hosea Kutako                        | Mezinárodní  |
| Airlink                                 | George, Kimberley, Nelspruit-Kruger Mpumalanga, Upington | Vnitrostátní |
| British Airways                         | London-Heathrow                                          | Mezinárodní  |
| Comair (spolupracují s British Airways) | Durban, Johannesburg, Port Elizabeth                     | Vnitrostátní |
| Edelweiss Air                           | Curych (od 28. října)                                    | Mezinárodní  |
| Emirates                                | Dubaj                                                    | Mezinárodní  |
| Etihad Airways                          | Abu Dhabi                                                | Mezinárodní  |
| KLM                                     | Amsterdam                                                | Mezinárodní  |
| Kulula.com                              | Durban, Johannesburg, Lanserie                           | Vnitrostátní |
| Lufthansa                               | Frankfurt (sezóně)                                       | Mezinárodní  |
| Malaysia Airlines                       | Buenos Aires-Ezeiza, Kuala Lumpur                        | Mezinárodní  |
| Mango                                   | Bloemfontein, Durban, Johannesburg                       | Vnitrostátní |
| Qatar Airways                           | Doha                                                     | Mezinárodní  |
| Singapore Airlines                      | Singapur                                                 | Mezinárodní  |
| South African Airways                   | Johannesburg                                             | Vnitrostátní |
| South African Airways                   | Londýn-Heathrow                                          | Mezinárodní  |
| South African Express                   | Bloemfontein, Durban, Východní London, Port Elizabeth    | Vnitrostátní |
| South African Express                   | Maputo, Walvis Bay, Windhoek-Hosea Kutako                | Mezinárodní  |
| TAAG Angola Airlines                    | Luanda                                                   | Mezinárodní  |
| Turkish Airlines                        | Istanbul-Atatürk                                         | Mezinárodní  |
| Velvet Sky                              | Durban, Johannesburg                                     | Vnitrostátní |
| Virgin Atlantic Airways                 | Londýn-Heathrow (sezóně)                                 | Mezinárodní  |
| Zambezi Airlines                        | Livingstone, Lusaka (Od 30. června 2011)                 | Mezinárodní  |

## Ostatní vybavení
Jediným hotelem v areálu letiště je resort Road Lodge, který vlastní hotelový řetězec City Lodge. Zařízení ExecuJet se nachází v blízkosti hlavní přistávací dráhy a stará se o obchodní letadla.

## Doprava a statistiky
Letiště zaznamenalo v roce 2008-2009 7,8 miliónu odbavených pasažérů, což byl pokles oproti roku předchozímu, kdy letištěm prošlo 8,4 miliónu lidí. Z tohoto celkového počtu pasažérů, bylo 1,4 miliónu mezinárodních a 6,3 miliónu vnitrostátních, zbytek byl klasifikován jako "regionální" či "neplánovaný".
95 643 letů za rok udělalo z "Mezinárodního letiště Kapské Město" druhé největší letiště v Jihoafrické republice.
| Rok     | Mezinárodní           | Mezinárodní  | Regionální            | Regionální   | Vnitrostátní          | Vnitrostátní | Nezařazené            | Nezařazené   | Celkem                | Celkem       |
| Rok     | Přepravených pasažérů | Změna v %    | Přepravených pasažérů | Změna v %    | Přepravených pasažérů | Změna v %    | Přepravených pasažérů | Změna v %    | Přepravených pasažérů | Změna v %    |
| ------- | --------------------- | ------------ | --------------------- | ------------ | --------------------- | ------------ | --------------------- | ------------ | --------------------- | ------------ |
| 2004-05 | 1,176,958             | Nejsou údaje | 126,837               | Nejsou údaje | 4,895,048             | Nejsou údaje | 16,060                | Nejsou údaje | 6,214,903             | Nejsou údaje |
| 2005-06 | 1,167,661             | -0.8%        | 149,489               | +17.9%       | 5,503,690             | +12.4%       | 13,333                | -17.0%       | 6,834,173             | +10.0%       |
| 2006-07 | 1,246,016             | +6.7%        | 147,885               | -1.1%        | 6,107,405             | +11.0%       | 17,237                | +29.3%       | 7,518,543             | +10.0%       |
| 2007-08 | 1,309,822             | +5.1%        | 145,858               | -1.4%        | 6,950,061             | +13.8%       | 20,877                | +}21.1%      | 8,426,618             | +12.1%       |
| 2008-09 | 1,378,160             | +5.2%        | 138,000               | -5.4%        | 6,283,132             | -9.6%        | 13,878                | -33.5%       | 7,813,170             | -7.3%        |

| Rok     | Mezinárodní | Mezinárodní  | Regionální | Regionální   | Vnitrostátní | Vnitrostátní | Nezařazené | Nezařazené   | Celkem     | Celkem       |
| Rok     | Počet letů  | Změna v %    | Počet letů | Změna v %    | Počet letů   | Změna v %    | Počet letů | Změna v %    | Počet letů | Změna v %    |
| ------- | ----------- | ------------ | ---------- | ------------ | ------------ | ------------ | ---------- | ------------ | ---------- | ------------ |
| 2004-05 | 4,355       | Nejsou údaje | 4,242      | Nejsou údaje | 56,810       | Nejsou údaje | 27,154     | Nejsou údaje | 92,561     | Nejsou údaje |
| 2005-06 | 4,296       | -1.4%        | 4,169      | -1.7%        | 58,099       | +2.3%        | 22,326     | -17.8%       | 88,890     | -4.0%        |
| 2006-07 | 4,623       | +7.6%        | 3,698      | -11.3%       | 60,470       | +4.1%        | 22,602     | +1.2%        | 91,393     | +2.8%        |
| 2007-08 | 5,019       | +8.6%        | 3,420      | -7.5%        | 69,819       | +15.5%       | 24,027     | +6.3%        | 102,285    | +11.9%       |
| 2008-09 | 5,638       | +12.3%       | 3,340      | -2.3%        | 65,623       | -6.0%        | 21,042     | -12.4%       | 95,643     | -6.5%        |

## Přístup

### Auto

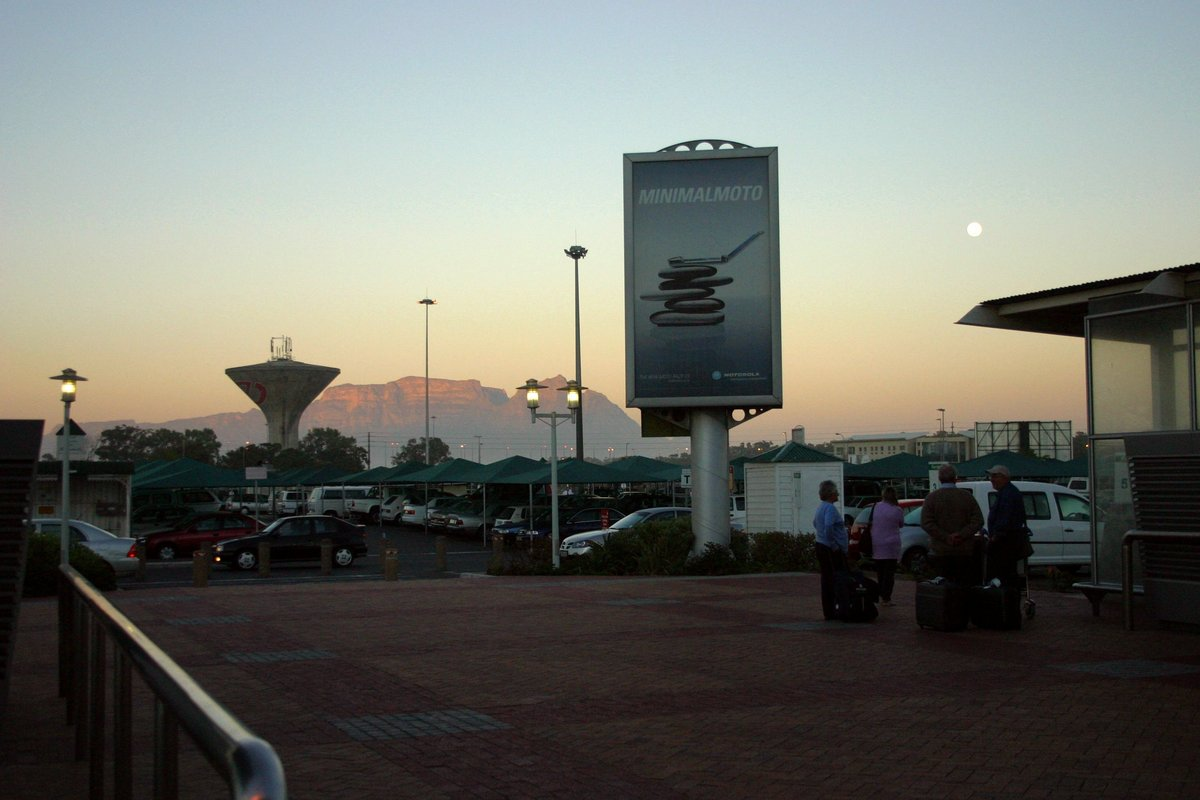
Hlavní parkoviště u letiště.

Letiště se nachází 20 km východně od centra Kapského Města a je přímo dostupné z dálnice N2 a ze silnic M12, M10, M22. Letiště nabízí 1424 parkovacích míst a 1748 parkovacích míst ve vícepodlažním parkovacím komplexu.
Nový parkovací dům byl dostavěn v březnu roku 2010 a má kapacitu 4000 míst.

### Veřejná doprava
Dopravu na letiště zajišťuje také MyCiTi Bus Rapid Transit, který jezdí kyvadlově na letiště ze zastávky v centru města. Autobusy odjíždějí každých 20 minut od 4:20 do 22:00.

### Vlak
Aktuálně nemá Mezinárodní letiště Kapské Město přímé železniční spojení.

## Nehody a incidenty
- Dne 26. května 1971, tři letadla Hawker-HS125, South African Air Force, které cvičili na leteckou přehlídku, narazili do Devil's Peak, což je hora západně od letiště. Letadla byla zničena a všech 11 lidí zemřelo.[17][18]

- Dne 5. června 1983 se krátce po startu zřítila Cessna 402B,ZS-KVG. Sedm z devíti lidí na palubě zemřelo. Při vyšetřování vyšlo najevo, že pilot neměl dostatečnou kvalifikaci a zfalšoval letecký deník, aby mohl najmout letadlo.[17][19][20]

- Dne 7. listopadu 2007, Boeing 737-230 , ZS-OEZ, který provozovala společnost Nationwide Airlines, přišel během vzletu o pravý motor. Posádce se ale podařilo úspěšně přistát. Na palubě letadla bylo 106 lidí.[21]